# Liste des codes IATA des aéroports/V
Liste des codes IATA des aéroports internationaux.
Le code de deux lettres qui suit la ville est la subdivision du pays (région, État…) selon la norme ISO 3166-2.
- A
- B
- C
- D
- E
- F
- G
- H
- I
- J
- K
- L
- M
- N
- O
- P
- Q
- R
- S
- T
- U
- V
- W
- X
- Y
- Z

- Haut – VA
- VB
- VC
- VD
- VE
- VF
- VG
- VH
- VI
- VJ
- VK
- VL
- VM
- VN
- VO
- VP
- VQ
- VR
- VS
- VT
- VU
- VV
- VW
- VX
- VY
- VZ

## VA
| AITA | OACI | Aéroport                                  | Lieu                              |
| ---- | ---- | ----------------------------------------- | --------------------------------- |
| VAA  | EFVA | Aéroport de Vaasa                         | Vaasa, Finlande                   |
| VAB  |      | Aérodrome de Yavaraté                     | Yavaraté, Colombie                |
| VAC  | EDWU | Aérodrome de Varrelbusch                  | Varrelbusch, Allemagne            |
| VAD  | KVAD | Moody Air Force Base                      | Valdosta, Géorgie, États-Unis     |
| VAF  | LFLU | Aéroport de Valence-Chabeuil              | Valence, France                   |
| VAG  | SBVG | Aéroport de Varginha                      | Varginha, Brésil                  |
| VAH  | ---  | Aérodrome de Vallegrande (en)             | Vallegrande, Bolivie              |
| VAI  | AYVN | Aérodrome de Vanimo (en)                  | Vanimo, Papouasie-Nouvelle-Guinée |
| VAK  | PAVA | Aérodrome de Chevak (en)                  | Chevak, Alaska, États-Unis        |
| VAL  | SNVB | Aéroport de Valença                       | Valença, Bahia, Brésil            |
| VAM  | VRMV | Aéroport international Villa Maamigili    | Maamigili, Maldives               |
| VAN  | LTCI | Aéroport de Van                           | Van, Turquie                      |
| VAO  | AGGV | Aéroport de Suavanao (en)                 | Suavano, Îles Salomon             |
| VAP  | SCRD | Aérodrome de Rodelillo de Valparaiso (en) | Valparaíso, Chili                 |
| VAR  | LBWN | Aéroport de Varna                         | Aksakovo, Bulgarie                |
| VAS  | LTAR | Aéroport de Sivas (en)                    | Sivas, Turquie                    |
| VAT  | FMMY | Aéroport de Vatomandry                    | Vatomandry, Madagascar            |
| VAU  | ---  | Aéroport de Vatukoula                     | Vatukoula, Fidji                  |
| VAV  | NFTV | Aéroport de Vavaʻu                        | Vavaʻu, Tonga                     |
| VAW  | ENSS | Aérodrome de Vardø (en)                   | Vardø, Norvège                    |

## VB
| AITA | OACI | Aéroport                               | Lieu                           |
| ---- | ---- | -------------------------------------- | ------------------------------ |
| VBA  | VYAN | Aérodrome d'Ann                        | Ann, Birmanie                  |
| VBC  | VYCZ | Aéroport de Mandalay Chanmyathazi (en) | Mandalay, Birmanie             |
| VBG  | KVBG | Vandenberg Air Force Base              | Lompoc, Californie, États-Unis |
| VBH  | VVBH | Base aérienne de Biên Hòa              | Biên Hòa, Viêt Nam             |
| VBP  | VYBP | Aéroport de Bokepyin                   | Bokepyin, Birmanie             |
| VBS  | LIPO | Aéroport de Brescia                    | Brescia, Italie                |
| VBV  | NFVB | Aéroport de Vanuabalavu (en)           | Vanua Balavu, Fidji            |
| VBY  | ESSV | Aéroport de Visby                      | Visby, Suède                   |

## VC
| AITA | OACI | Aéroport                              | Lieu                                          |
| ---- | ---- | ------------------------------------- | --------------------------------------------- |
| VCA  | VVCT | Aéroport international de Cần Thơ     | Cần Thơ, Viêt Nam                             |
| VCD  | YVRD | Aéroport de Victoria River Downs (en) | Victoria River, Territoire du Nord, Australie |
| VCE  | LIPZ | Aéroport de Venise-Marco-Polo         | Venise, Italie                                |
| VCF  |      | Aéroport de Valcheta (en)             | Valcheta, Argentine                           |
| VCH  | SUVO | Aéroport de Vichadero (en)            | Vichadero, Uruguay                            |
| VCL  | VVCA | Aéroport de Chu Lai                   | Tam Kỳ, Viêt Nam                              |
| VCP  | SBKP | Aéroport international de Viracopos   | Campinas, État de São Paulo, Brésil           |
| VCR  | SVCO | Aéroport de Carora (en)               | Carora, Venezuela                             |
| VCS  | VVCS | Aérodrome de Côn Đảo                  | Côn Son, Viêt Nam                             |
| VCT  | KVCT | Aérodrome de Victoria (en)            | Victoria, Texas, États-Unis                   |
| VCV  | KVCV | Aéroport Logistique de Sud Californie | Victorville, Californie, États-Unis           |

## VD
| AITA | OACI | Aéroport                                     | Lieu                                |
| ---- | ---- | -------------------------------------------- | ----------------------------------- |
| VDA  | LLOV | Aéroport international Ovda                  | Eilat, Israël                       |
| VDB  | ENFG | Aérodrome de Fagernes (en)                   | Fagernes, Norvège                   |
| VDC  | SBQV | Aéroport de Vitória da Conquista             | Vitória da Conquista, Bahia, Brésil |
| VDE  | GCHI | Aérodrome d'El Hierro                        | El Hierro, Espagne                  |
| VDH  | VVDH | Aéroport de Đồng Hới                         | Đồng Hới, Viêt Nam                  |
| VDI  | KVDI | Aérodrome de Vidalia (en)                    | Vidalia, Géorgie, États-Unis        |
| VDM  | SAVV | Aéroport du gouverneur Edgardo Castello (en) | Viedma, Argentine                   |
| VDO  | VVVD | Aéroport de Vân Đồn                          | Quảng Ninh, Viêt Nam                |
| VDP  | SVVP | Aéroport de Valle de la Pascua (en)          | Valle de la Pascua, Venezuela       |
| VDR  | SAOD | Aéroport de Villa Dolores (en)               | Villa Dolores, Argentine            |
| VDS  | ENVD | Aérodrome de Vadsø (en)                      | Vadsø, Norvège                      |
| VDY  | VOJV | Aérodrome de Jindal Vijaynagar (en)          | Toranagallu, Inde                   |
| VDZ  | PAVD | Aérodrome de Valdez Pioneer Field (en)       | Valdez, Alaska, États-Unis          |

## VE
| AITA | OACI | Aéroport                           | Lieu                              |
| ---- | ---- | ---------------------------------- | --------------------------------- |
| VEE  | PAVE | Aérodrome de Venetie (en)          | Venetie, Alaska, États-Unis       |
| VEG  |      | Aéroport de Maikwak                | Maikwak, Guyana                   |
| VEL  | KVEL | Aérodrome de Vernal (en)           | Vernal, Utah, États-Unis          |
| VER  | MMVR | Aéroport international de Veracruz | Veracruz, Mexique                 |
| VEV  |      | Aéroport de Barakoma               | Barakoma, Îles Salomon            |
| VEX  |      | Aérodrome de Tioga                 | Tioga, Dakota du Nord, États-Unis |
| VEY  | BIVM | Aérodrome de Vestmannaeyjar        | Îles Vestmann, Islande            |

## VF
| AITA | OACI | Aéroport                   | Lieu                     |
| ---- | ---- | -------------------------- | ------------------------ |
| VFA  | FVFA | Aéroport de Victoria Falls | Victoria Falls, Zimbabwe |

## VG
| AITA | OACI | Aéroport                          | Lieu                               |
| ---- | ---- | --------------------------------- | ---------------------------------- |
| VGA  | VOBZ | Aéroport de Vijayawada            | Vijayawada, Inde                   |
| VGD  | ULWW | Aérodrome de Vologda (en)         | Vologda, Oblast de Vologda, Russie |
| VGO  | LEVX | Aéroport de Vigo-Peinador         | Vigo, Espagne                      |
| VGS  |      | Aéroport de General Villegas (en) | General Villegas, Argentine        |
| VGT  | KVGT | Aérodrome de North Las Vegas (en) | Las Vegas, Nevada, États-Unis      |
| VGZ  | SKVG | Aérodrome de Villagarzón (en)     | Villagarzón, Colombie              |

## VH
| AITA | OACI | Aéroport                             | Lieu                                         |
| ---- | ---- | ------------------------------------ | -------------------------------------------- |
| VHC  | FNSA | Aérodrome de Saurimo                 | Saurimo, Angola                              |
| VHM  | ESNV | Aérodrome de Vilhelmina              | Vilhelmina, Suède                            |
| VHN  | KVHN | Aérodrome du comté de Culberson (en) | Van Horn, Texas, États-Unis                  |
| VHV  | UENI | Aéroport de Verkhnevilyuysk (en)     | Verkhnevilyuysk, République de Sakha, Russie |
| VHY  | LFLV | Aéroport de Vichy-Charmeil           | Vichy, France                                |
| VHZ  | NTUV | Aérodrome de Vahitahi                | Vahitahi, France                             |

## VI
| AITA | OACI | Aéroport                            | Lieu                                                 |
| ---- | ---- | ----------------------------------- | ---------------------------------------------------- |
| VIA  | SSVI | Aérodrome Ângelo Ponzoni (en)       | Videira, Santa Catarina, Brésil                      |
| VIB  |      | Aéroport de Villa Constitución (en) | Ciudad Constitución, Mexique                         |
| VIC  | LIPT | Aérodrome de Vicence (en)           | Vicence, Italie                                      |
| VIE  | LOWW | Aéroport de Vienne-Schwechat        | Vienne, Autriche                                     |
| VIG  | SVVG | Aéroport Juan Pablo Pérez Alfonso   | El Vigía, Venezuela                                  |
| VIH  | KVIH | Aérodrome de Rolla (en)             | Rolla/Vichy, Missouri, États-Unis                    |
| VII  | VVVH | Aéroport de Vinh                    | Vinh, Viêt Nam                                       |
| VIJ  | TUPW | Aéroport de Virgin Gorda (en)       | Virgin Gorda, Îles Vierges britanniques, Royaume-Uni |
| VIL  | GMMH | Aéroport de Dakhla                  | Dakhla, Maroc                                        |
| VIN  | UKWW | Aéroport de Vinnitsia               | Vinnytsia, Ukraine                                   |
| VIP  | LSMP | Base aérienne de Payerne            | Payerne, Suisse                                      |
| VIQ  | WPVQ | Aéroport de Viqueque (en)           | Viqueque, Timor oriental                             |
| VIR  | FAVG | Aéroport de Virginia (en)           | Durban, Afrique du Sud                               |
| VIS  | KVIS | Aéroport de Visalia (en)            | Visalia, Californie, États-Unis                      |
| VIT  | LEVT | Aéroport de Vitoria-Gasteiz         | Vitoria-Gasteiz, Espagne                             |
| VIU  |      | Aérodrome de Viru Harbour           | Viru Harbour, Îles Salomon                           |
| VIV  |      | Aérodrome de Vivigani (en)          | Vivigani, Papouasie-Nouvelle-Guinée                  |
| VIX  | SBVT | Aéroport international de Vitória   | Vitória, Brésil                                      |
| VIY  | LFPV | Base aérienne 107 Villacoublay      | Vélizy-Villacoublay, France                          |

## VJ
| AITA | OACI | Aéroport                             | Lieu                           |
| ---- | ---- | ------------------------------------ | ------------------------------ |
| VJB  | FQXA | Aéroport de Xai-Xai Chongoene (en)   | Xai-Xai, Mozambique            |
| VJI  | KVJI | Aérodrome de Virginia Highlands (en) | Abingdon, Virginie, États-Unis |
| VJQ  |      | Aéroport de Gurué                    | Gurué, Mozambique              |

## VK
| AITA | OACI | Aéroport                           | Lieu                               |
| ---- | ---- | ---------------------------------- | ---------------------------------- |
| VKG  | VVRG | Aérodrome de Rach Gia              | Rạch Giá, Viêt Nam                 |
| VKO  | UUWW | Aéroport international de Vnoukovo | Moscou, Russie                     |
| VKS  | KVKS | Aéroport de Vicksburg              | Vicksburg, Mississippi, États-Unis |
| VKT  | UUYW | Aéroport de Vorkouta               | Vorkouta, Russie                   |

## VL
| AITA | OACI | Aéroport                                      | Lieu                                   |
| ---- | ---- | --------------------------------------------- | -------------------------------------- |
| VLA  | KVLA | Aérodrome de Vandalia (en)                    | Vandalia, Illinois, États-Unis         |
| VLC  | LEVC | Aéroport de Valence                           | Valence, Espagne                       |
| VLD  | KVLD | Aérodrome de Valdosta (en)                    | Valdosta, Géorgie, États-Unis          |
| VLE  |      | Aérodrome de Valle (en)                       | Grand Canyon, Arizona, États-Unis      |
| VLG  | SAZV | Aérodrome de Villa Gesell (en)                | Villa Gesell, Argentine                |
| VLI  | NVVV | Aéroport international Bauerfield             | Port-Vila, Vanuatu                     |
| VLK  | URRY | Aéroport de Volgodonsk                        | Volgodonsk, Oblast de Rostov, Russie   |
| VLL  | LEVD | Aéroport de Valladolid                        | Valladolid, Espagne                    |
| VLM  | SLVM | Aéroport Lieutenant Colonel Rafael Pabón (en) | Villamontes, Bolivie                   |
| VLN  | SVVA | Aéroport international Arturo Michelena       | Valencia, Venezuela                    |
| VLP  |      | Aéroport de Vila Rica                         | Vila Rica, Mato Grosso, Brésil         |
| VLR  | SCLL | Aéroport de Vallenar (en)                     | Vallenar, Chili                        |
| VLS  | NVSV | Aéroport de Valesdir (en)                     | Valesdir, Vanuatu                      |
| VLU  | ULOL | Aéroport de Velikié Louki (en)                | Velikié Louki, Oblast de Pskov, Russie |
| VLV  | SVVL | Aéroport Dr. Antonio Nicolás Briceño (en)     | Valera, Venezuela                      |
| VLY  | EGOV | Aérodrome d'Anglesey                          | Anglesey, Pays de Galles, Royaume-Uni  |

## VM
| AITA | OACI | Aéroport                                | Lieu                               |
| ---- | ---- | --------------------------------------- | ---------------------------------- |
| VME  | SAOR | Aérodrome de Villa Reynolds (en)        | Villa Mercedes, Argentine          |
| VMI  |      | Aérodrome Dr Juan Plate de Vallemi (en) | Puerto Valle-Mi, Paraguay          |
| VMU  | AYBA | Aérodrome de Baimuru (en)               | Baimuru, Papouasie-Nouvelle-Guinée |

## VN
| AITA | OACI | Aéroport                            | Lieu                                   |
| ---- | ---- | ----------------------------------- | -------------------------------------- |
| VNA  | VLSV | Aéroport de Salavan (en)            | Salavan, Laos                          |
| VNC  | KVNC | Aérodrome de Venice (en)            | Venice, Floride, États-Unis            |
| VND  | FMSU | Aérodrome de Vangaindrano           | Vangaindrano, Madagascar               |
| VNE  | LFRV | Aéroport de Vannes                  | Monterblanc, France                    |
| VNO  | EYVI | Aéroport international de Vilnius   | Vilnius, Lituanie                      |
| VNR  | YVRS | Aérodrome de Van Rook Station (en)  | Vanrook Station, Queensland, Australie |
| VNS  | VIBN | Aéroport de Lal Bahadur Shastri     | Varanasi, Inde                         |
| VNT  | EVVA | Aéroport international de Ventspils | Ventspils, Lettonie                    |
| VNX  | FQVL | Aérodrome de Vilanculos             | Vilankulo, Mozambique                  |
| VNY  | KVNY | Aéroport de Van Nuys                | Los Angeles, Californie, États-Unis    |

## VO
| AITA | OACI | Aéroport                               | Lieu                                |
| ---- | ---- | -------------------------------------- | ----------------------------------- |
| VOD  | LKVO | Aéroport de Vodochody (en)             | Prague, Tchéquie                    |
| VOG  | URWW | Aéroport de Volgograd                  | Volgograd, Russie                   |
| VOH  | FMNV | Aérodrome de Vohémar                   | Vohémar, Madagascar                 |
| VOI  | GLVA | Aéroport de Voinjama (en)              | Voinjama, Libéria                   |
| VOK  | KVOK | Aérodrome de Volk Field (en)           | Camp Douglas, Wisconsin, États-Unis |
| VOL  | LGBL | Aéroport de Néa Anchíalos              | Néa Anchíalos, Grèce                |
| VOT  | ---  | Aérodrome de Votuporanga               | Votuporanga, São Paulo, Brésil      |
| VOZ  | UUOO | Aéroport international de Voronej (en) | Voronej, Russie                     |

## VP
| AITA | OACI | Aéroport                          | Lieu                                          |
| ---- | ---- | --------------------------------- | --------------------------------------------- |
| VPE  | FNGI | Aérodrome d'Ondjiva               | Ondjiva, Angola                               |
| VPG  |      | Aéroport de Vipingo               | Vipingo, Kenya                                |
| VPN  | BIVO | Aérodrome de Vopnafjörður         | Vopnafjörður, Islande                         |
| VPS  | KVPS | Aéroport de Destin-Fort Walton    | Destin/Fort Walton Beach, Floride, États-Unis |
| VPY  | FQCH | Aérodrome de Chimoio              | Chimoio, Mozambique                           |
| VPZ  | KVPZ | Aérodrome du comté de Porter (en) | Valparaiso, Indiana, États-Unis               |

## VQ
| AITA | OACI | Aéroport                                | Lieu                              |
| ---- | ---- | --------------------------------------- | --------------------------------- |
| VQQ  | KVQQ | Aérodrome de Cecil (en)                 | Jacksonville, Floride, États-Unis |
| VQS  | TJVQ | Aérodrome Antonio Rivera Rodríguez (en) | Vieques, Porto Rico, États-Unis   |

## VR
| AITA | OACI | Aéroport                         | Lieu                             |
| ---- | ---- | -------------------------------- | -------------------------------- |
| VRA  | MUVR | Aéroport Juan-Gualberto-Gómez    | Varadero, Cuba                   |
| VRB  | KVRB | Aéroport municipal de Vero Beach | Vero Beach, Floride, États-Unis  |
| VRC  | RPUV | Aérodrome de Virac (en)          | Virac, Philippines               |
| VRE  | FAVR | Aéroport de Vredendal            | Vredendal, Afrique du Sud        |
| VRI  | ULDW | Aéroport de Varandey (en)        | Varandey, Nénétsie, Russie       |
| VRK  | EFVR | Aérodrome de Varkaus             | Varkaus, Finlande                |
| VRL  | LPVR | Aérodrome de Vila Real (en)      | Vila Real, Portugal              |
| VRN  | LIPX | Aéroport de Vérone               | Vérone, Italie                   |
| VRO  | MUKW | Aéroport de Kawama               | Varadero, Cuba                   |
| VRS  |      | Aérodrome de Roy Otten           | Versailles, Missouri, États-Unis |
| VRU  | FAVB | Aéroport de Vryburg (en)         | Vryburg, Afrique du Sud          |

## VS
| AITA | OACI | Aéroport                               | Lieu                             |
| ---- | ---- | -------------------------------------- | -------------------------------- |
| VSA  | MMVA | Aéroport international de Villahermosa | Villahermosa, Mexique            |
| VSE  | LPVZ | Aérodrome de Viseu (en)                | Viseu, Portugal                  |
| VSF  | KVSF | Aérodrome de Hartness State (en)       | Springfield, Vermont, États-Unis |
| VSG  | UKCW | Aéroport international de Louhansk     | Louhansk, Ukraine                |
| VSO  |      | Aérodrome de Phuoclong                 | Cần Thơ, Viêt Nam                |
| VST  | ESOW | Aéroport de Stockholm-Västerås         | Stockholm, Suède                 |

## VT
| AITA | OACI | Aéroport                               | Lieu                            |
| ---- | ---- | -------------------------------------- | ------------------------------- |
| VTB  | UMII | Aéroport de Vitebsk Vostochny (en)     | Vitebsk, Biélorussie            |
| VTE  | VLVT | Aéroport international de Wattay       | Vientiane, Laos                 |
| VTF  | NFVL | Aéroport de Vatulele                   | Vatulele, Fidji                 |
| VTG  | VVVT | Aérodrome de Vũng Tàu                  | Vũng Tàu, Viêt Nam              |
| VTL  | LFSZ | Aérodrome de Vittel - Champ de courses | Vittel, France                  |
| VTM  | LLNV | Base aérienne de Nevatim               | Nevatim, Israël                 |
| VTN  | KVTN | Aérodrome de Miller Field (en)         | Valentine, Nebraska, États-Unis |
| VTU  | MUVT | Aéroport de Hermanos Ameijeiras (en)   | Las Tunas, Cuba                 |
| VTZ  | VOVZ | Aéroport de Visakhapatnam              | Visakhapatnam, Inde             |

## VU
| AITA | OACI | Aéroport                              | Lieu                                       |
| ---- | ---- | ------------------------------------- | ------------------------------------------ |
| VUP  | SKVP | Aérodrome Alfonso López Pumarejo (en) | Valledupar, Colombie                       |
| VUS  | ULWU | Aéroport de Veliki Oustioug (en)      | Veliki Oustioug, Oblast de Vologda, Russie |
| VUU  |      | Aéroport de Mvuu Camp                 | Parc national de Liwonde, Malawi           |

## VV
| AITA | OACI | Aéroport                              | Lieu                             |
| ---- | ---- | ------------------------------------- | -------------------------------- |
| VVB  | FMMH | Aérodrome de Mahanoro                 | Mahanoro, Madagascar             |
| VVC  | SKVV | Aérodrome de La Vanguardia (en)       | Villavicencio, Colombie          |
| VVI  | SLVR | Aéroport international de Viru Viru   | Santa Cruz de la Sierra, Bolivie |
| VVK  | ESSW | Aérodrome de Västervik                | Västervik, Suède                 |
| VVN  | SPWT | Aéroport de Las Malvinas (en)         | Las Malvinas, Pérou              |
| VVO  | UHWW | Aéroport international de Vladivostok | Vladivostok, Russie              |
| VVZ  | DAAP | Aéroport d'Illizi - Takhamalt         | Illizi, Algérie                  |

## VW
| AITA | OACI | Aéroport | Lieu |
| ---- | ---- | -------- | ---- |

## VX
| AITA | OACI | Aéroport                             | Lieu                 |
| ---- | ---- | ------------------------------------ | -------------------- |
| VXC  | FQLC | Aérodrome de Lichinga                | Lichinga, Mozambique |
| VXE  | GVSV | Aéroport international Cesária-Évora | Mindelo, Cap-Vert    |
| VXO  | ESMX | Aérodrome de Växjö                   | Växjö, Suède         |

## VY
| AITA | OACI | Aéroport                         | Lieu                                   |
| ---- | ---- | -------------------------------- | -------------------------------------- |
| VYD  | FAVY | Aéroport de Vryheid              | Vryheid, Afrique du Sud                |
| VYI  | UENW | Aéroport de Viliouïsk (en)       | Viliouïsk, République de Sakha, Russie |
| VYS  | KVYS | Aérodrome d'Illinois Valley (en) | Peru, Illinois, États-Unis             |

## VZ
| AITA | OACI | Aéroport | Lieu |
| ---- | ---- | -------- | ---- |